# Índex turmell-braç
L'índex turmell-braç (ITB) és un indicador de diagnosi sanitària que s'empra per a avaluar la circulació sistèmica cap als membres inferiors. Aquest paràmetre compara la pressió sistòlica de les artèries dels turmells (tibials posteriors i pèdies) amb les artèries braquials (humerals).

## Mètode

La il·lustració mostra la prova de l'índex turmell-braç. La prova compara la pressió arterial al turmell amb la del braç. A mesura que el braçal de l'esfigmomanòmetre es desinfla, es registra la pressió sistòlica de la sang en les artèries.

Per realitzar aquest mesurament és necessari comptar amb un equip de Doppler continu (no es realitza amb estetoscopi) amb sonda de 8 a 9 MHz i almenys un esfigmomanòmetre convencional amb manegot(s) de 12 cm d'ample, és preferiblement que l'ample s'apropi al 40% de la circumferència de l'extremitat.
Se suggereix iniciar l'exploració localitzant les artèries a explorar amb la palpació, si no és possible localitzar-les amb els dits es farà totalment amb el Doppler continu llevat que es trobin totalment obstruïdes (en aquest cas no s'obtindrà el so de l'ona de pols arterial). Després d'aproximar a la seva posició mitjançant palpació es busca amb el Doppler continu la millor posició i angle que permeti l'audició de l'ona de pols. Un cop aconseguit això es procedirà a prendre la pressió sistòlica de l'artèria mitjançant l'esfigmomanòmetre.

## Limitacions
L'ITB té alguns problemes:
- L'ITB és conegut per ser poc fiable en pacients amb calcificació arterial (enduriment de les artèries), que es tradueix en artèries que són poc o gens compressibles,[3] llavors les artèries rígides produeixen una pressió del turmell falsament elevada, donant falsos negatius[4]). Això sovint es troba en els pacients amb diabetis mellitus[5] (el 41% dels pacients amb arteriopatia perifèrica tenen diabetis[6]), insuficiència renal o en fumadors importants.
- L'ITB no és sensible en arteriopatia perifèrica lleu.[7] S'utilitzen de vegades proves de caminada (6 minuts) per augmentar la sensibilitat de l'ITB,[8] però això no és adequat per als pacients que són obesos o tenen comorbiditats, com ara aneurisma aòrtic, i augmenta la durada de l'avaluació.
- La manca d'estandardització de protocols[9] redueix la fiabilitat de les valoracions obtingudes segons els observadors.[10]
- Calen operadors qualificats per obtenir resultats consistents i precisos.[11]

## Indicacions
Varien segons les guies. Així s'indicaria:
- Quan hi hagi almenys un dels següents: claudicació intermitent, ferides a extremitats inferiors que no sanen, edat de 65 anys, o 50 anys amb antecedents de tabaquisme o diabetis.
- Amb pacients ja diagnosticats de MAP: per fer-ne un seguiment o, sobretot, per poder comparar els valors inicials i posteriors a l'establiment d'un nou tractament (sobretot quirúrgic).

Tot i que seria aconsellable la seva determinació amb persones amb risc cardiovascular, la indicació no està clarament establerta. Sí que és la primera mesura a realitzar davant d'una clínica suggestiva de malaltia arterial perifèrica.

## Interpretació
| Valor obtingut | Interpretació                                                                         |
| -------------- | ------------------------------------------------------------------------------------- |
| Major de 1,2   | Anormal                                                                               |
| 1,0 - 1,2      | Normal                                                                                |
| 0,9 - 1,0      | Acceptable                                                                            |
| 0,8 - 0,9      | Malaltia arterial                                                                     |
| 0,5 - 0,8      | Malaltia arterial moderada, la claudicació pot presentar-se amb valors menors de 0,6. |
| Menor de 0,5   | Malaltia arterial severa, dolor en repòs si és <0,25.                                 |